# Sambou Sissoko (voetballer, 2000)
Sambou Sissoko (29 juni 2000) is een Malinees voetballer. Hij speelt sinds september 2022 op huurbasis bij FK Čukarički. Sissoko is een verdedigende middenvelder. In januari 2021 debuteerde hij daar in de wedstrijd tegen Cercle Brugge.
Voorafgaand aan KV Kortrijk speelde Sissoko bij de Malinese club Djoliba AC. Tevens speelde hij in 2019 in het Malinese team op het WK U20, waarmee hij de kwartfinales bereikte.